# Fikret Mammadov
Fikret Mammadov Farrukh oghlu (azéri:Fikrət Məmmədov Fərrux oğlu), né le 1er juillet 1955 à Bakou, est un avocat et homme politique azerbaïdjanais, actuellement ministre de la Justice de la République d'Azerbaïdjan.

## Jeunesse et carrière juridique
Fikret Mammadov est né en 1955 à Bakou. En 1977, il est diplômé de la faculté de droit de l'Université d'État de Moscou Lomonosov, et en 1988, de l'Institut de gestion sociale et de sciences politiques de Bakou. Il commence sa carrière en 1977 en tant que procureur adjoint de district, puis il est nommé procureur du département du parquet de la ville de Bakou, procureur principal du bureau du procureur général et directeur du Département de l’organisation et de la supervision.
Plus tard, il travaille en tant que directeur du département juridique du bureau du procureur général, procureur de la ville de Sumgayit et, en 1994-2000, procureur général adjoint; en avril 2000, il est nommé ministre de la Justice de la République d'Azerbaïdjan. Il est renommé 4 fois à ce poste dans les gouvernements nouvellement formés. Depuis 2005, il est président du Conseil judiciaire et juridique, réélu à plusieurs reprises. Il détient le grade spécial le plus élevé de conseiller d'État à la justice de 1er grade. Il est considéré comme réformateur ayant mis le système judiciaire du pays  en conformité avec les normes internationales. Il est sénateur et membre honoraire de l'Association internationale des procureurs, vice-président de l'Association internationale des autorités anti-corruption et du Congrès des Nations unies pour la prévention du crime et la justice pénale.

## Distinctions
- Ordre de la «Gloire», le 30 juin 200.
- «Diplôme honorifique du Président de la République d'Azerbaïdjan», le 30 juin 2005.
- Titre honorifique d'«Avocat émérite de la République d'Azerbaïdjan» le 21 novembre 2008.
- Ordre du 1er grade «Pour le service à la patrie», le 20 novembre 2018.